# مگس‌گیر فیروزه‌ای
مگس‌گیر فیروزه‌ای (به انگلیسی: Eumyias panayensis)، که همچنین به عنوان مگس‌گیر جزیره شناخته می‌شود، گونه‌ای از پرندگان خانواده Muscicapidae است که در اندونزی و فیلیپین یافت می‌شود. زیستگاه طبیعی آن جنگل‌های کوهستانی نمناک نیمه‌گرمسیری یا گرمسیری است.